# Savigny-en-Terre-Plaine
Pour les articles homonymes, voir Savigny.
Savigny-en-Terre-Plaine est une commune française située dans le département de l'Yonne en région Bourgogne-Franche-Comté.

## Géographie
La commune se situe dans le sud-est de l'Yonne et est limitrophe de la Côte-d'Or. Les hameaux de Ragny, Le Montceau, et une partie du hameau de Chevannes dépendent de la commune. Elle est traversée dans sa partie extrême nord par l'A6.

### Climat
Pour des articles plus généraux, voir Climat de la Bourgogne-Franche-Comté et Climat de l'Yonne.
En 2010, le climat de la commune est de type climat océanique dégradé des plaines du Centre et du Nord, selon une étude du Centre national de la recherche scientifique s'appuyant sur une série de données couvrant la période 1971-2000. En 2020, Météo-France publie une typologie des climats de la France métropolitaine dans laquelle la commune est exposée à un climat océanique altéré et est dans la région climatique  Lorraine, plateau de Langres, Morvan, caractérisée par un hiver rude (1,5 °C), des vents modérés et des brouillards fréquents en automne et hiver. 
Pour la période 1971-2000, la température annuelle moyenne est de 10,4 °C, avec une amplitude thermique annuelle de 16,3 °C. Le cumul annuel moyen de précipitations est de 825 mm, avec 11 jours de précipitations en janvier et 7,3 jours en juillet. Pour la période 1991-2020, la température moyenne annuelle observée sur la station météorologique de Météo-France la plus proche, « St André », sur la commune de Saint-André-en-Terre-Plaine à 3 km à vol d'oiseau, est de 11,3 °C et le cumul annuel moyen de précipitations est de 849,9 mm. 
La température maximale relevée sur cette station est de 41,3 °C, atteinte le 24 juillet 2019 ; la température minimale est de −16 °C, atteinte le 20 décembre 2009,,. 
Les paramètres climatiques de la commune ont été estimés pour le milieu du siècle (2041-2070) selon différents scénarios d'émission de gaz à effet de serre à partir des nouvelles projections climatiques de référence DRIAS-2020. Ils sont consultables sur un site dédié publié par Météo-France en novembre 2022.

## Urbanisme

### Typologie
Au 1er janvier 2024, Savigny-en-Terre-Plaine est catégorisée commune rurale à habitat très dispersé, selon la nouvelle grille communale de densité à sept niveaux définie par l'Insee en 2022.
Elle est située hors unité urbaine. Par ailleurs la commune fait partie de l'aire d'attraction d'Avallon, dont elle est une commune de la couronne,. Cette aire, qui regroupe 74 communes, est catégorisée dans les aires de moins de 50 000 habitants,.

### Occupation des sols
L'occupation des sols de la commune, telle qu'elle ressort de la base de données européenne d’occupation biophysique des sols Corine Land Cover (CLC), est marquée par l'importance des territoires agricoles (97 % en 2018), une proportion identique à celle de 1990 (97 %). La répartition détaillée en 2018 est la suivante : 
prairies (70 %), terres arables (27 %), zones urbanisées (3 %). L'évolution de l’occupation des sols de la commune et de ses infrastructures peut être observée sur les différentes représentations cartographiques du territoire : la carte de Cassini (XVIIIe siècle), la carte d'état-major (1820-1866) et les cartes ou photos aériennes de l'IGN pour la période actuelle (1950 à aujourd'hui).

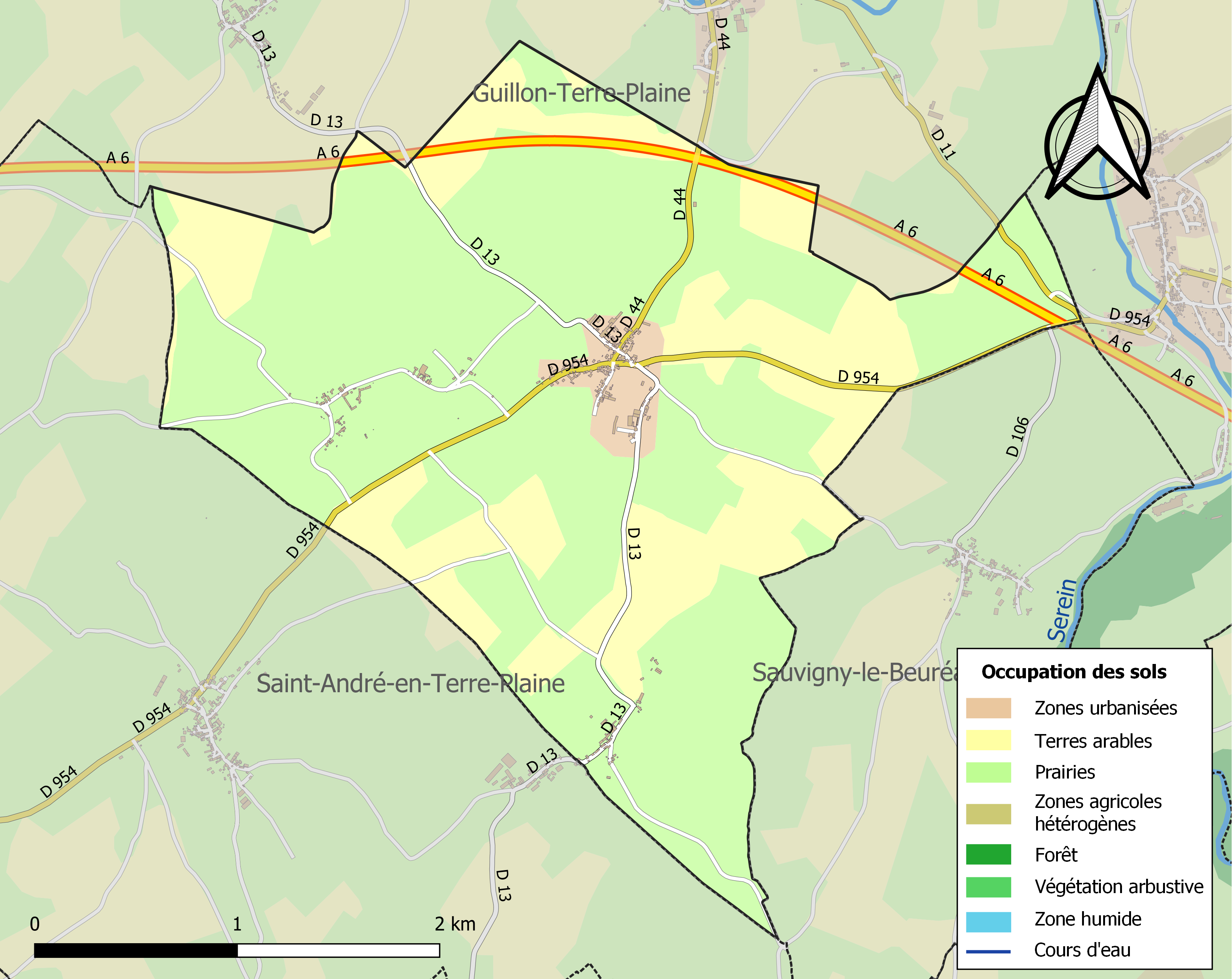
Carte des infrastructures et de l'occupation des sols de la commune en 2018 (CLC).

## Histoire
Au cours de la Révolution française, la commune fut provisoirement renommée Savigny-les-Forges.

## Politique et administration
| Période | Période | Identité       | Étiquette | Qualité |
| ------- | ------- | -------------- | --------- | ------- |
|         |         | Michel Farcy   |           |         |
|         |         | Annie Rousseau |           |         |

## Démographie
L'évolution du nombre d'habitants est connue à travers les recensements de la population effectués dans la commune depuis 1793. Pour les communes de moins de 10 000 habitants, une enquête de recensement portant sur toute la population est réalisée tous les cinq ans, les populations de référence des années intermédiaires étant quant à elles estimées par interpolation ou extrapolation. Pour la commune, le premier recensement exhaustif entrant dans le cadre du nouveau dispositif a été réalisé en 2006.

En 2022, la commune comptait 139 habitants, en évolution de −9,74 % par rapport à 2016 (Yonne : −1,95 %, France hors Mayotte : +2,11 %).
| 1793 | 1800 | 1806 | 1821 | 1831 | 1836 | 1841 | 1846 | 1851 |
| ---- | ---- | ---- | ---- | ---- | ---- | ---- | ---- | ---- |
| 413  | 386  | 392  | 360  | 420  | 418  | 383  | 385  | 400  |

| 1856 | 1861 | 1866 | 1872 | 1876 | 1881 | 1886 | 1891 | 1896 |
| ---- | ---- | ---- | ---- | ---- | ---- | ---- | ---- | ---- |
| 400  | 377  | 377  | 363  | 340  | 356  | 362  | 361  | 342  |

| 1901 | 1906 | 1911 | 1921 | 1926 | 1931 | 1936 | 1946 | 1954 |
| ---- | ---- | ---- | ---- | ---- | ---- | ---- | ---- | ---- |
| 357  | 336  | 309  | 279  | 263  | 246  | 257  | 233  | 217  |

| 1962 | 1968 | 1975 | 1982 | 1990 | 1999 | 2006 | 2011 | 2016 |
| ---- | ---- | ---- | ---- | ---- | ---- | ---- | ---- | ---- |
| 223  | 260  | 220  | 202  | 180  | 151  | 142  | 150  | 154  |

| 2021 | 2022 | - | - | - | - | - | - | - |
| ---- | ---- | - | - | - | - | - | - | - |
| 142  | 139  | - | - | - | - | - | - | - |

## Lieux et monuments

### Édifices religieux
- l'église Saint-Bénigne est l'église paroissiale de Savigny.

Elle fut construite vers la fin du XIIe siècle, près d'une fontaine dédiée à saint Bénigne, qui devint le but d'un pèlerinage. Elle fut remaniée au XVe siècle, avec l'agrandissement des baies du clocher et la construction d'une petite chapelle.

### Édifices civils

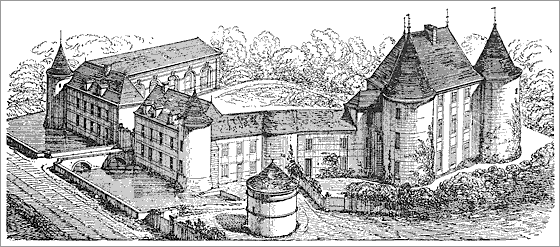
Le château de Ragny, dessin de Victor Petit, 1870

- Le château de Ragny est situé dans le hameau de Ragny, à moins d'un kilomètre de Savigny.

Un petit château fut construit à l'époque féodale par les sires de Ragny, qui n'étaient alors que de modestes vassaux des seigneurs de Montréal. De ce château primitif ne subsiste qu'une galerie avec trois arcades, située au rez-de-chaussée et datée de la fin du XIIe siècle.
Le château actuel, construction très étendue, fut remanié et agrandi à diverses époques depuis le XVe siècle. Les corps de logis, adossés les uns aux autres d'une manière très irrégulière, sont soutenus par des tourelles rondes.
Le domaine fut acquis par la banque d'Algérie en 1960. La Banque de France en est devenue propriétaire en 1974. C'est désormais un centre de vacances géré par son Comité Social et Économique Central.

## Pour approfondir